# Tarko-Sale
Tarko-Sale (en russe : Тарко-Сале) est une ville du district autonome de Iamalo-Nénétsie (oblast de Tioumen), en Russie. Sa population s'élevait à 21 501 habitants en 2020.

## Géographie
Tarko-Sale est arrosée par la rivière Piakoupour, dans la plaine de Sibérie occidentale. 
Elle est située à 140 km au sud-est de Novy Ourengoï, à 542 km au sud-est de Salekhard, à 1 085 km au nord-est de Tioumen et à 2 384 km au nord-est de Moscou.

## Histoire
Tarko-Sale est fondée en 1932 et reçoit le statut de commune urbaine en 1976 puis celui de ville le 23 mars 2004.

## Population
Recensements ou estimations de la population
| 1939* | 1959* | 1970* | 1979* | 1989*  | 2002*  | 2010*  | 2012   |
| ----- | ----- | ----- | ----- | ------ | ------ | ------ | ------ |
| 400   | 944   | 2 703 | 6 216 | 17 400 | 18 517 | 20 398 | 20 697 |

| 2013   | 2014   | 2015   | 2016   | 2017   | 2018   | 2019   | 2020   |
| ------ | ------ | ------ | ------ | ------ | ------ | ------ | ------ |
| 20 906 | 21 151 | 21 304 | 21 448 | 21 665 | 21 442 | 21 583 | 21 501 |